# Ultratenuipalpus filicicola
Ultratenuipalpus filicicola är en spindeldjursart som först beskrevs av Wang 1983.  Ultratenuipalpus filicicola ingår i släktet Ultratenuipalpus och familjen Tenuipalpidae. Inga underarter finns listade i Catalogue of Life.